# Шуйга (Архангельская область)
Шу́йга — посёлок в Пинежском районе Архангельской области. Входит в состав Сурского сельского поселения.

## География
Посёлок Шуйга расположен на левом берегу речки Шуйга при впадении её в реку Пинега. Ниже по течению находится административный центр Сурского сельского поселения село Сура. Напротив Шуйги, на правом берегу Пинеги, располагается деревня Шуломень. Посёлок расположен на 406 км реки Пинега.

## История
Посёлок Шуйга был основан в 1954 году, как начальный пункт Сурской узкоколейной железной дороги, принадлежавшей Сурскому лесопункту Лавельского леспромхоза, входившего в объединение «Карпогорылес». Строительство узкоколейной железной дороги началось в 1956 году. На 26 километре узкоколейной железной дороги в 1960—1964 гг. был построен лесной посёлок Берёзовый (Берёзовое). В 1974 году посёлок Берёзовое был ликвидирован. Почти все дома были перевезены в Шуйгу. В 1994 году Сурская узкоколейная железная дорога была официально закрыта.

## Население
| 2002 | 2010 | 2012 |
| ---- | ---- | ---- |
| 723  | ↘472 | →472 |

Население посёлка, по данным Всероссийской переписи населения 2010 года, составляло 472 человека. В 2009 году числилось 602 человека, из них 216 пенсионеров.

## Этимология
Название, возможно, происходит от вепсского šuig — «левша».

## Социальная сфера
В настоящее время в поселке существует 2 магазина, лесничество, клуб, фельдшерско-акушерский пункт, стадион, часовня и детская площадка. Бывшие объекты: детсад (закрыт в 2010 году), школа, почта.
Объекты в соседнем селе Сура (на расстоянии около 8 км): школа, почта.

## Карты
- Топографическая карта P-38-19,20. Новолавела
- Шуйга. Публичная кадастровая карта
- Топографическая карта P-38-020-C,D